# Perumbaikad
Perumbaikad is een census town in het district Kottayam van de Indiase staat Kerala. 

## Demografie
Volgens de Indiase volkstelling van 2001 wonen er 42984 mensen in Perumbaikad, waarvan 49% mannelijk en 51% vrouwelijk is. De plaats heeft een alfabetiseringsgraad van 86%. 